# Ukrainizacja ziemi chełmskiej
W czasie niemieckiej okupacji ziemi chełmskiej, wchodzącej w skład Generalnego Gubernatorstwa, doszło do próby jej ukrainizacji, realizowanej przez nacjonalistów ukraińskich za wiedzą i zgodą władz GG z Hansem Frankiem na czele. Między październikiem a grudniem 1939, Ukraińcy utworzyli szereg organizacji o charakterze narodowym. Niemcy nie zgodzili się natomiast na sformowanie przez nich jednolitej reprezentacji politycznej i sami opracowali regulamin Ukraińskiego Komitetu Centralnego. Na czele Komitetu stanął Wołodymyr Kubijowycz. Komitet powołał na ziemi chełmskiej sieć szkół i spółdzielni. Szeroko zakrojoną działalność w regionie podjęli nacjonaliści, którzy zbiegli przed agresją ZSRR z Wołynia i Małopolski Wschodniej. W 1940 powstała prawosławna diecezja chełmsko-podlaska, o jednoznacznie ukraińskim charakterze. Ludność ukraińska pod wieloma względami była uprzywilejowana w stosunku do polskiej, zaś szereg ukraińskich działaczy narodowych podjął kolaborację z Niemcami.
Ukraińscy nacjonaliści mieli nadzieję, że władze niemieckie dokonają deportacji Polaków z ziemi chełmskiej, by mogła ona stać się obszarem etnicznie czysto ukraińskim. Szczegółowe projekty granic tego obszaru wielokrotnie prezentował Kubijowycz, który nie wycofał się z nich nawet po agresji niemieckiej na ZSRR, po której większość przybyłych wcześniej działaczy nacjonalistycznych wróciła na Wołyń i do Małopolski Wschodniej, zarzucając aktywność na Chełmszczyźnie.
Ukraińcy byli przez cały okres okupacji traktowani przez Niemców instrumentalnie, a ich postulaty i oczekiwania realizowane tylko w określonych granicach. Wbrew nadziejom nacjonalistów, polityka niemiecka nie dążyła do wsparcia projektu budowy niepodległej Ukrainy, a jedynie do wywołania i zaostrzenia konfliktu polsko-ukraińskiego na okupowanym terenie, co miało osłabić antyniemieckie wystąpienia ludności i ułatwiać sprawowanie kontroli nad zagarniętymi ziemiami. Konflikt ten wybuchł z całą siłą po przesiedleniach ludności polskiej Zamojszczyzny (środkowa część Chełmszczyzny) i sprowadzaniu na jej miejsce osadników niemieckich, oraz przesiedleniach rodzin ukraińskich.

## Tło historyczne
Zdaniem Czesława Partacza początków polsko-ukraińskich antagonizmów na ziemi chełmskiej należy upatrywać w przeprowadzonej w 1875 przez zaborcze władze rosyjskie likwidacji unickiej diecezji chełmskiej. W wymienionym roku władze carskie zlikwidowały diecezję chełmską, traktując to działanie jako sprawiedliwy i historycznie uzasadniony powrót do stanu rzeczy sprzed unii brzeskiej, gdy większość mieszkańców regionu wyznawała prawosławie, niechętnie przyjęła fakt podpisania unii i dopiero po upływie stu lat od jej zawarcia w pełni ją zaakceptowała. Ponadto administracja carska postrzegała ludność ruską Podlasia i Chełmszczyzny jako Rosjan, zaś ich ostatecznemu zjednoczeniu z narodem rosyjskim, w ramach rusyfikacji na fali represji po powstaniu styczniowym, miało sprzyjać wprowadzenie prawosławia na miejsce unii. Rosyjska kampania nie przyniosła jednak w pełni zamierzonych rezultatów. Część byłych unitów ziemi chełmskiej, niechętnych prawosławiu, ostatecznie uległa polonizacji. W 1905, po wejściu w życie ukazu tolerancyjnego, od 57 810 do 120 tys. byłych unitów przeszło do Kościoła katolickiego. Najwięcej konwersji na katolicyzm w latach 1905–1909 odnotowano w powiecie zamojskim, gdzie prawosławie porzuciło 50%. W pozostałych powiatach odsetek ten nie przekroczył 20%. Oznaczało to, że większość byłych unitów pozostała przy prawosławiu. W 1918 i kolejnych latach, po odzyskaniu niepodległości przez Polskę i powrotach prawosławnych z bieżeństwa, na ziemi chełmskiej oraz Południowym Podlasiu pozostało blisko 200 tys. wiernych i sieć świątyń (prawosławni stanowili wówczas 15-20% populacji tych ziem), z których znaczna część została przez polską administrację zamknięta lub przekazana Kościołowi katolickiemu.
W 1916 r. okupacyjne władze niemieckie i austro-węgierskie po wycofaniu się wojsk rosyjskich urządziły spis ludności, Polacy wówczas stanowili wówczas ok. 75% mieszkańców Chełmszczyzny (w powiatach należących do ziemi chełmskiej ludność polska stanowiła następujący procent: powiat chełmski – 68,5%; hrubieszowski – 66,0%; tomaszowski – 72,2%; zamojski – 86,4%; biłgorajski – 83,5%; krasnostawski – 89,4%; zaliczany czasem także włodawski – 64,4%).
W latach 1938–1939, w ramach skoordynowanej akcji rewindykacyjno-polonizacyjnej wojsko polskie zniszczyło 91 cerkwi, 10 kaplic i 26 tymczasowych domów modlitwy, łącznie 127 świątyń prawosławnych. Akcja ta w Chełmie odbywała się z poparciem części katolickiego duchowieństwa, choć Kościół katolicki jako całość nie poparł kampanii.
Jak pisze Timothy Snyder

Rewindykacja stanowiła część ogólniejszego planu; celem krótkoterminowym była polonizacja mieszanych obszarów w regionie Chełma, bezpośrednio na zachód od Wołynia, a długoterminowym – polonizacja większości ukraińskiej na Wołyniu do 1944 roku

Opisywana akcja w ocenie szeregu autorów przyczyniła się do pogłębienia polsko-ukraińskich antagonizmów na ziemi chełmskiej. Zmieniła również stosunek prawosławnego duchowieństwa w regionie na antyrządowy i antykatolicki; znalazło to odbicie w głoszonych kazaniach. Niezadowolenie z powodu niszczenia cerkwi z powodzeniem wykorzystywały dla celów własnej propagandy Komunistyczna Partia Zachodniej Ukrainy i Organizacja Ukraińskich Nacjonalistów. W retoryce nacjonalistycznej ziemia chełmska była zaliczana do ziem bezspornie ukraińskich, mimo że większość jej mieszkańców stanowili Polacy.

## Okupacja

### Ustanowienie rządów okupacyjnych
Przed 1939 ukraińscy działacze narodowi byli przekonani, iż polityka III Rzeszy doprowadzi do budowy niepodległego państwa ukraińskiego. Zawarcie w sierpniu 1939 paktu Ribbentrop-Mołotow między Niemcami a ZSRR tylko częściowo podważyło te oczekiwania. Jednak realna polityka hitlerowców po zajęciu ziem niepodległej Polski i po agresji radzieckiej na Polskę 17 września 1939 całkowicie odbiegła od nadziei ukraińskich działaczy. Nowa granica niemiecko-radziecka pozostawiała niemal wszystkie ziemie uznawane przez Ukraińców za etnicznie im przynależne po stronie ZSRR, co więcej na mocy ustaleń z listopada 1939 III Rzesza i ZSRR dokonały wymiany ludności nowo anektowanych terenów, wskutek której do 45 tys. Ukraińców i Białorusinów zostało repatriowanych do Związku Radzieckiego. Równolegle od 40 do 60 tys. Ukraińców zbiegło na ziemie okupowane przez III Rzeszę. Niemcy nie dotrzymały również składanych ukraińskim nacjonalistom obietnic o pomocy w budowie przez nich niepodległej Ukrainy od Morza Czarnego i Kaukazu do Sanu i Wieprza.
Zdaniem W. Rezmera znaczący wpływ na rozwój konfliktu polsko-ukraińskiego na Chełmszczyźnie miało wpływ przesiedlenie na teren dystryktu lubelskiego 87 tys. Polaków z terenów wcielonych do Rzeszy.

### Działalność Ukraińców na ziemi chełmskiej

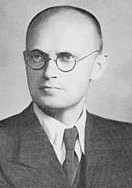
Wołodymyr Kubijowycz, przewodniczący Ukraińskiego Komitetu Centralnego

Już 17 października 1939 delegacja ukraińskich mieszkańców Chełma na czele z prawosławnym duchownym ks. Ihorem Kiketzem stawiła się u komendanta placu płk. Geigera oraz powiatu płk. Gebauera, po czym złożyła deklarację lojalności wobec władz okupacyjnych. Delegaci twierdzili, że położenie Ukraińców na ziemi chełmskiej jest bardzo trudne i prosili o pomoc w jego poprawie. Między październikiem a grudniem 1939, za zgodą władz okupacyjnych, Ukraińcy sformowali szereg organizacji o charakterze narodowym, które miały zajmować się samopomocą, w tym wspieraniem uciekinierów i jeńców wojennych, jak również przyczynić się do przejmowania przez Ukraińców mienia pożydowskiego w pasie granicznym. Od grudnia 1939 przy władzach niemieckich działali ukraińscy mężowie zaufania. Niemcy nie zgodzili się natomiast na sformowanie przez Ukraińców jednolitej reprezentacji politycznej i sami opracowali regulamin Ukraińskiego Komitetu Centralnego – instytucji zajmującej się działalnością społeczną, organizowaniem ukraińskiego szkolnictwa i handlu.
W ramach Komitetu powstały Ukraińskie Towarzystwa Oświatowe, odpowiedzialne za działalność kulturalną i oświatową wśród Ukraińców ziemi chełmskiej. Do czerwca 1941 utworzonych zostało 885 kół tej organizacji, co oznaczało ich funkcjonowanie w zdecydowanej większości (80–90%) wsi zamieszkanych przez ludność ukraińską. Ukraińcy przystąpili również do odtwarzania istniejących przed wojną własnych spółdzielni i szkół z ukraińskim językiem wykładowym. Ogólny cel działalności Ukraińskiego Komitetu Centralnego i jego delegatur Wołodymyr Kubijowycz definiował, według określenia Marka Jasiaka, następująco:

usunąć wpływy polskie i wzmocnić świadomość narodową Ukraińców, a później odzyskać to, co stracono na rzecz Polaków w przeszłości

Władze Generalnego Gubernatorstwa na czele z Hansem Frankiem szybko dostrzegły istniejące na terenie GG problemy narodowościowe i postanowiły wykorzystać je dla utrwalenia władzy niemieckiej, wykorzystując zasadę dziel i rządź, opierając się na powstałym w dwudziestoleciu międzywojennym poczuciu krzywdy, jakie wyrażała wobec Polaków społeczność ukraińska terenów GG. W maju 1940 Frank stwierdził, że w zamian za lojalność wobec III Rzeszy Ukraińcy będą mogli zachować swój język, kulturę i wyznanie, jednak Niemcy nigdy nie poprą nacjonalistycznych projektów budowy wielkiej Ukrainy, ani nie zgodzą się na funkcjonowanie politycznych organizacji ukraińskich poza strukturami zajmującymi się samopomocą i opieką społeczną. W całym Generalnym Gubernatorstwie pozycja Ukraińców, w stosunku do sytuacji Polaków, była wyraźnie uprzywilejowana. Jan Sziling podkreśla przy tym, że ukraińscy nacjonaliści byli przez hitlerowców traktowani instrumentalnie. Analogiczny wniosek przedstawia Rezmer.
W administracji cywilnej na terenie ziemi chełmskiej, na szczeblu terenowym w okresie okupacji niemieckiej pracę mógł uzyskać jedynie Niemiec, volksdeutsch, lub ukraiński nacjonalista. Polacy mieli szansę jedynie na niższe stanowiska. Z kolei wśród wójtów i sołtysów, według danych z wiosny 1944, w dystrykcie lubelskim było 120 Polaków i 55 Ukraińców. Stosunek tych ostatnich do miejscowej ludności polskiej nie był jednolity.
Ukraińscy działacze nacjonalistyczni przekonywali chłopów zamieszkujących ziemię chełmską do deklarowania w spisach narodowości ukraińskiej, przypominając o wynikających z tego faktu przywilejach. Szczególny wpływ w tym zakresie wywierano na tzw. kałakutów – osoby wyznania rzymskokatolickiego, potomków byłych unitów, którzy w 1905 skorzystali z możliwości konwersji z prawosławia na katolicyzm obrządku łacińskiego. Ludzie ci uważali się za Polaków, z „elementami kultury pogranicza”.
Po powołaniu do życia Generalnego Gubernatorstwa na jego terytorium napłynęła znaczna grupa ukraińskich nacjonalistów, mających nadzieję na rozwinięcie szerszej działalności. Ich głównym ośrodkiem było początkowo Krosno. Jako pozostałe miasta, w których ludzie ci rozpoczęli szerszą działalność Czesław Partacz, wymienia Biłgoraj, Białą Podlaską, Jarosław, Włodawę, Sanok i Chełm. Od stycznia 1940 wydawano pismo Krakiwśki Wisti, które miało swoją filię w Chełmie. Pismo to utrzymane było w tonie antypolskim i proniemieckim, głosząc wyzwolenie Ukraińców spod polskiej okupacji przez wojska niemieckie. Publikowało również fałszywy obraz sytuacji Ukraińców w II Rzeczypospolitej, twierdząc m.in., że między 1918 a 1939 w wyniku polskich prześladowań zginęło 1200 tys. Ukraińców.
Ryszard Torzecki twierdzi jednak, że nacjonaliści nigdy nie przywiązywali do ukrainizacji ziem GG, w tym ziemi chełmskiej takiej wagi, jak do działań na Wołyniu i w Galicji Wschodniej. Po 1941 większość działaczy OUN-B, którzy wcześniej pojawili się na Chełmszczyźnie, wyjechała na wskazane wyżej tereny. Grzegorz Motyka podaje, iż w latach 1939–1941 działacze OUN rozwinęli na Chełmszczyźnie szeroko zakrojoną akcję propagandową, jednak ustała ona, gdy większość z nich wyjechała z regionu po ataku Niemiec na ZSRR. Ukraińscy nacjonaliści działający na ziemi chełmskiej skarżyli się na wolniejsze niż oczekiwali postępy w ukrainizacji regionu, w szczególności z powodu nieznacznej liczby Ukraińców w Hrubieszowie (200 osób) oraz trudności w ukrainizacji Włodawy. Czesław Partacz podkreśla, że zarówno banderowcy, jak i melnykowcy zgodnie uważali Chełmszczyznę za ziemię ukraińską, wchodzącą w skład Kresów Zachodnich Ukrainy razem z Łemkowszczyzną, Zasaniem i Podlasiem. Były to te ziemie GG, na których odsetek Ukraińców był najwyższy. Jak pisały Krakiwski Wisti, w duchu integralnie nacjonalistycznych koncepcji narodu w ujęciu terytorialnym

każdy, kto żyje z dziada pradziada na ziemi ukraińskiej, kto orze tę ziemię, kto organizuje na niej pracę rolniczą, ten zżył się z ziemią ukraińską i musiał ją pokochać - to także potencjalny Ukrainiec, choćby nawet należał do jakiego nie bądź innego wyznania religijnego czy obrzędu albo nie przyswoił sobie ukraińskiej mowy. Rozumną i ostrożną krytyką trzeba doprowadzić do tego, ażeby w nich wytworzył się silny miejscowy patriotyzm, który by umożliwił i ułatwił przyswojenie sobie świadomości jedności z miejscową ludnością. Potencjalnymi Ukraińcami stają się także wszyscy ci, którzy na naszych ziemiach organizują i prowadzą przedsiębiorstwa rzemieślnicze i przemysłowe i w nich pracują

Z kolei Wielki Zjazd OUN-B z kwietnia 1941 uchwalił w kwestii tzw. Kresów Zachodnich m.in.

OUN dąży do wznowienia ukraińskiego charakteru zachodnich Kresów ziem ukraińskich wszelkimi sposobami zależnymi od możliwości politycznych i przyłączenia ich do państwa ukraińskiego

Zdaniem Jurija Makara w latach II wojny światowej na ziemi chełmskiej miało miejsce ukraińskie odrodzenie narodowe, którego głównymi animatorami byli prawosławni duchowni, nauczyciele i organizatorzy spółdzielczości.

#### Tworzenie szkolnictwa ukraińskiego
Środkiem pozyskiwania ludności ukraińskiej przez Niemców była zgoda na organizację szkolnictwa z ukraińskim językiem wykładowym. Podczas gdy w Generalnym Gubernatorstwie zlikwidowano polskie szkoły wyższe i średnie (dopuszczając jedynie czteroklasowe szkoły podstawowe), Ukraińcy zachowali 13 średnich szkół ogólnokształcących. W powiecie chełmskim w połowie 1942 funkcjonowało ok. 600 szkół ukraińskojęzycznych, jednak w latach kolejnych liczba ta wyłącznie spadała, z powodu częściowej zmiany polityki niemieckiej wobec Ukraińców, braku wykwalifikowanych nauczycieli, nacisku nauczycieli polskich oraz niedostatecznego zainteresowania szkołami na terenach etnicznie mieszanych. Według danych z końca 1940 nauczycieli ukraińskich na ziemi chełmskiej było ok. 600, zaś zasadniczy etap organizacji szkół (w pierwszych miesiącach okupacji, do początku 1940) odbywał się w okresie, gdy ukraińskie szkolnictwo nie było jeszcze traktowane jako państwowe, a jego pracownicy nie mieli gwarantowanych pensji. Ten sam autor podkreśla, że upadek części szkół w latach kolejnych wynikał z wyjazdu nauczycieli po agresji niemieckiej na ZSRR w 1941, gdy pedagodzy masowo udawali się na Wołyń i do Galicji. W Chełmie funkcjonowało ukraińskie gimnazjum. Najwięcej szkół ukraińskich powstało w powiecie hrubieszowskim, który zdaniem J. Makara był areną najbardziej ożywionego odrodzenia narodowego Ukraińców.
W szkołach ukraińskich względnie swobodnie mogli działać ukraińscy nacjonaliści, przekazując swoje idee młodzieży. W Żywcu k. Chełma, Żegiestowie i Turkowicach organizowane były letnie obozy dla młodzieży w wieku od 7 do 18 lat, w czasie których uczestnicy zapoznawali się z ideami ukraińskiego nacjonalizmu oraz faszyzmu. Zdaniem Czesław Partacza szkoły ukraińskie powstawały bez problemów nawet w miejscowościach, gdzie liczba Ukraińców była bardzo mała.

#### Projekty deportacji Polaków
Ukraińscy nacjonaliści mieli nadzieję, że władze niemieckie dokonają deportacji Polaków z ziemi chełmskiej, by mogła ona stać się obszarem etnicznie czysto ukraińskim. Obserwacja zmian polityki niemieckiej wobec dystryktu Lublin pozwalała bez wątpienia stwierdzić, że Niemcy będą dążyli do przeprowadzenia radykalnych zmian demograficznych w regionie. W tendencję tę chcieli wpisać się ukraińscy działacze nacjonalistyczni. W piśmie Wołodymyra Kubijowycza z 18 kwietnia 1941 do gubernatora Hansa Franka opisany został projekt stworzenia „ukraińskiego terytorium etnicznego” w granicach GG, całkowicie wolnego od ludności polskiej i żydowskiej. W uszczegóławiającym poprzednie pismo programie z 21 czerwca 1941 Kubijowycz pisał o wyznaczeniu terytorium ukraińskiego w granicach: na zachodzie według linii Dukla, Brzozów, Dynów, Przeworsk, Leżajsk, Krzeszów, Biłgoraj, Szczebrzeszyn, Krasnystaw, Łęczna, Ostrów, Radzyń, Międzyrzec, Sarnaki, na wschodzie wzdłuż granicy GG. Kubijowycz zapewniał, że teren ten stałby się „Murem Wschodnim” (niem. Ostwall) III Rzeszy. Kubijowycz zakładał nie tylko wysiedlenie Polaków z wymienionego obszaru, ale i sprowadzenie na jego teren Ukraińców zamieszkałych w GG poza nakreślonymi granicami oraz ukrainizację tej ludności, którą uznawał za spolonizowanych i skatolicyzowanych Ukraińców.
Projekty utworzenia w GG odrębnego ukraińskiego terytorium zostały odrzucone przez Hansa Franka, który stwierdził, że tego typu rozwiązania administracyjne będą możliwe jedynie po zakończeniu działań wojennych.

### Działalność ukraińskiego duchowieństwa prawosławnego

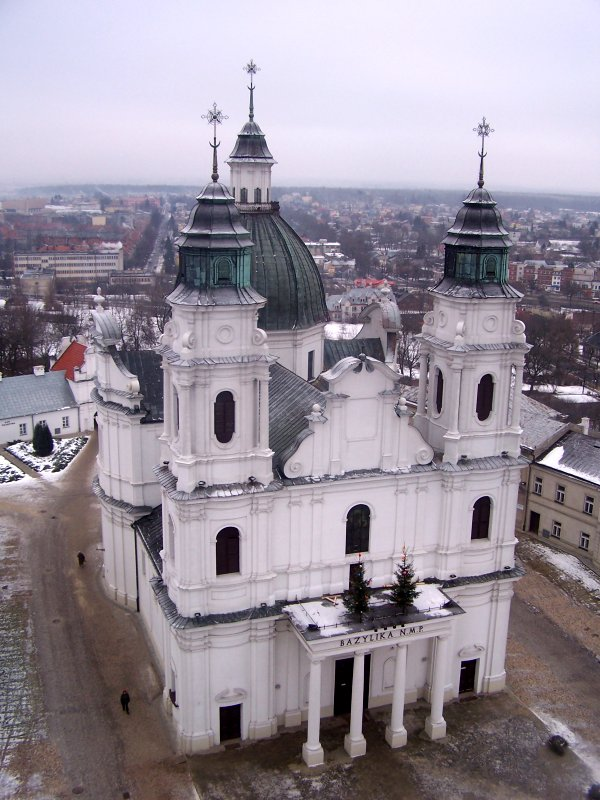
Bazylika Narodzenia Najświętszej Maryi Panny w Chełmie. Jej przejęcie przez prawosławnych w maju 1940, przy wsparciu władz okupacyjnych, stało się symbolem sukcesów ruchu na rzecz ukrainizacji Kościoła prawosławnego w Polsce w czasie II wojny światowej, a zarazem ukrainizacji Chełmszczyzny

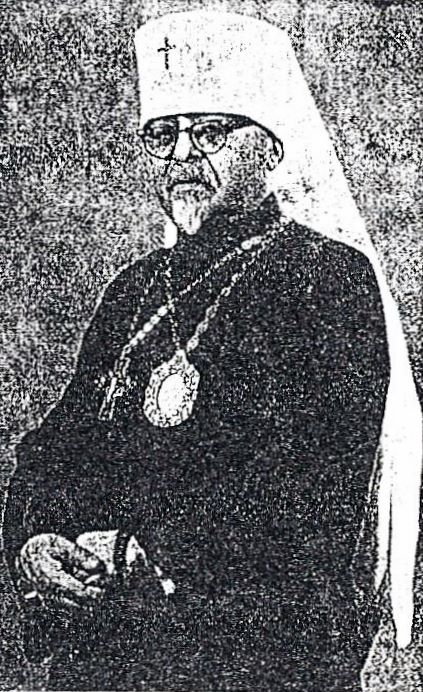
Hilarion (Ohijenko)

Działaniom ukraińskim na arenie stricte narodowej towarzyszyła aktywność na rzecz umocnienia pozycji prawosławia na ziemi chełmskiej oraz nadania mu narodowego charakteru ukraińskiego. Działania te, podobnie jak niektóre inicjatywy Kościoła greckokatolickiego w innych obszarach GG, zyskiwały pewne poparcie niemieckie, jednak nie było ono bezwarunkowe i nieograniczone.
W 1940, z inspiracji ukraińskich działaczy narodowych oraz prawosławnych duchownych służących na Chełmszczyźnie, w ramach Autokefalicznego Kościoła Prawosławnego w Generalnej Guberni powstała diecezja chełmsko-podlaska z siedzibą w Chełmie. Inicjatywa powołania diecezji wyszła jeszcze w listopadzie 1939 z zebrania dziekanów prawosławnych i przedstawicieli wiernych ziemi chełmskiej i południowego Podlasia, jakie odbyło się w Chełmie. Zebranie to wskazało na administratora diecezji ks. Iwana Lewczuka i wybrało Radę Kościelną. Jego decyzje zatwierdził metropolita warszawski i całej Polski Dionizy.
Pierwszym ordynariuszem diecezji chełmsko-podlaskiej został Iwan Ohijenko, w Polsce międzywojennej aktywista ukraiński, który w celu uzyskania godności biskupiej złożył wieczyste śluby mnisze, przyjmując imię Hilarion (Iłarion w brzmieniu ukraińskim). Jego chirotonia biskupia i intronizacja na katedrę chełmską odbyła się 19 i 20 października 1940. Biskup, a następnie arcybiskup Hilarion natychmiast przystąpił do pełnej ukrainizacji życia religijnego prawosławnych swojej diecezji. Ukraiński charakter prawosławnych struktur na ziemi chełmskiej był zakładany już wcześniej przez Hansa Franka i niemiecką administrację GG. Jeszcze przed powołaniem diecezji chełmsko-podlaskiej, gdy zwierzchnikiem Kościoła prawosławnego na okupowanych ziemiach polskich był arcybiskup berliński i niemiecki Serafin (z jurysdykcji Rosyjskiego Kościoła Prawosławnego poza granicami Rosji) Frank i Ministerstwo Rzeszy do Spraw Kościelnych zobowiązało go do kierowania duchownych narodowości ukraińskiej do parafii zamieszkiwanych przez ludność tejże narodowości, wygłaszania w tych parafiach kazań w tymże języku, jak również do delegowania na Chełmszczyznę administratora-Ukraińca.
Prawosławne duchowieństwo ziemi chełmskiej, inspirowane listami arcybiskupa Hilariona, organizowało w swoich parafiach uroczystości o charakterze narodowym, wznosiło symboliczne pomniki ku czci zabitych w walce o niepodległą Ukrainę, organizowało bractwa cerkiewne łączące idee religijne z narodowymi.
W Chełmie w 1943 zostało otwarte seminarium duchowne (nawiązujące do tradycji seminarium funkcjonującego w latach 1875–1915), przyjmujące wyłącznie kandydatów narodowości ukraińskiej. Jeszcze przed chirotonią biskupią Hilariona (Ohijenki) niemiecka administracja GG przekazała parafiom prawosławnym dwadzieścia cerkwi odebranych w okresie międzywojennym na rzecz Kościoła katolickiego, w tym obiekt o szczególnym znaczeniu dla ukraińskiej społeczności ziemi chełmskiej – katedrę Narodzenia Najświętszej Maryi Panny w Chełmie. Hilarion nie otrzymał natomiast zgody na wydawanie pism o charakterze prawosławno-ukraińskim (w języku ukraińskim lub niemieckim) ani utworzenie w Chełmie filii krakowskiego Wydawnictwa Ukraińskiego, które publikowałoby książki o podobnym charakterze. Otwarciu wydawnictwa sprzeciwił się Wołodymyr Kubijowycz i Wydział Główny Propagandy, chociaż gubernator dystryktu lubelskiego był skłonny poprzeć projekt arcybiskupa, zaś w GG funkcjonowała prasa greckokatolicka.
30 kwietnia 1943, na posiedzeniu liderów społeczności ukraińskiej Chełmszczyzny i Lubelszczyzny powołano Chełmską Radę, która miała utrwalać ukraińskie oblicze ziemi chełmskiej. W raporcie OUN-B z sierpnia 1943 zawarto informację, że całe struktury prawosławne w regionie są uzależnione od wsparcia Niemców, zaś w konsystorzu diecezji chełmsko-podlaskiej połowa członków to informatorzy gestapo. Zdaniem Szilinga sam arcybiskup Hilarion był w pełni lojalny wobec III Rzeszy i szanse na rozwój życia religijnego oraz uzyskanie autonomii narodowej przez Ukraińców widział we współpracy z nią. Autor ten cytuje jednak również niemieckie raporty, w których podawano w wątpliwość wiarę hierarchy w zwycięstwo Niemiec w wojnie i twierdzono, że jego aktywność miała na celu wyłącznie budowę niepodległej Ukrainy.

### Konflikt polsko-ukraiński
W ocenie Partacza nie ma wątpliwości, że część ukraińskich elit działających na ziemi chełmskiej kolaborowała z okupantem niemieckim. Pod tym zarzutem polskie państwo podziemne wydawało wyroki śmierci na kolaborantów-obywateli polskich narodowości ukraińskiej, w tym także aktywnych działaczy narodowych. Zdaniem Makara dokumenty archiwalne dowodzą, że współpraca z Niemcami wymierzona przeciwko Ukraińcom była prowadzona także przez Polaków.
Jak pisze Partacz

Ukraińcy mieszkający w GG ginęli nie tylko z wyroku polskich sądów podziemnych. Niektórzy Ukraińcy zginęli z inicjatywy lokalnych grup konspiracyjnych, jeszcze inni z rąk pospolitych bandytów

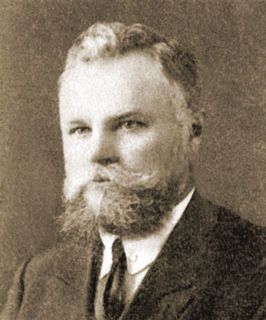
Zamordowany w 1943 w Choroszczynce ukraiński polityk i działacz narodowy Iwan Pasternak, według niektórych źródeł ofiara polskiego podziemia

Grzegorz Motyka podaje, że na podstawie dostępnej dokumentacji w 1942 roku w całym dystrykcie lubelskim z rąk polskiego podziemia w wyniku pojedynczych egzekucji zginęło około 30 Ukraińców. Z kolei Marek Jasiak, powołując się na ukraińskie dane archiwalne, twierdzi, że na Chełmszczyźnie w podobnych okolicznościach zabitych zostało ok. 400 Ukraińców. Autor ten pisze

Nie można negować faktu, że wszyscy prawdopodobnie zginęli z rąk polskich. Jednak nie był to zorganizowany terror. Często przyczyną zabójstw inteligencji ukraińskiej i działaczy ukraińskich był fakt ich współpracy z okupantem niemieckim. Często był to tzw. ślepy odwet polskich organizacji podziemnych za prowadzoną przez inteligencję ukraińską pracę wśród ludności. Zdarzały się również przypadki zwykłego sąsiedzkiego odwetu za doznane krzywdy i urazy osobiste. Zanotowano także fakty karania ukraińskich nacjonalistów i działaczy ukraińskich za zadenuncjowanie podziemia polskiego

Do zaostrzenia konfliktu polsko-ukraińskiego na ziemi chełmskiej doszło wskutek niemieckiej akcji przesiedleńczej na Zamojszczyźnie i towarzyszącej jej akcji sprowadzania osadników ukraińskich do części zarekwirowanych gospodarstw. Tereny zamieszkane przez Ukraińców miały pełnić rolę strefy, która miała chronić ludność niemiecką przed działaniami odwetowymi podejmowanymi przez polską partyzantkę z Puszczy Solskiej. Ludność ukraińską, którą osiedlano w Zamojskiem, często wcześniej wysiedlano z wiosek zajętych również przez kolonistów niemieckich, a jej rozmieszczenie stanowiło celowy krok na drodze do dalszego zantagonizowania dwóch narodów zamieszkujących okupowane ziemie II RP. Wołodymyr Kubijowycz wiedział przy tym o wysiedlaniu Ukraińców oraz o ich nowym rozmieszczeniu i twierdził, że byli oni, podobnie jak ich organizacje, zadowoleni z nowej sytuacji. Dopiero w lutym 1943 Kubijowycz kilkakrotnie zwracał władzom hitlerowskim uwagę na krzywdy, jakie ponieśli w czasie przesiedleń niektórzy ukraińscy osadnicy, zaś latem tego samego roku negatywnie ocenił przesiedlanie chłopów ukraińskich z powiatu hrubieszowskiego w rejonie Biłgoraja. Nigdy jednak nie zanegował samego faktu akcji przesiedleńczej. W akcji przesiedleń brała udział ukraińska policja pomocnicza. Zdaniem Partacza

W świetle dobrze udokumentowanych zabiegów dotyczących ukrainizacji omawianych ziem z lat 1939–1941 i szczególnej roli, jaka została przydzielona ludności ukraińskiej w czasie akcji wysiedleń 1942–1943 r., trudno nie dojść do wniosku, że plany dotyczące ludności polskiej i ukraińskiej w 1943 r. były do pewnego stopnia konsekwencją dalszych zakulisowych działań UCK u władz hitlerowskich

Partacz jest również zdania, że Kubijowycz, kierując się ideologią nacjonalistyczną i dążąc za wszelką cenę do zwiększenia ukraińskiego stanu posiadania do końca wojny opowiadał się za kolejnymi przesiedleniami. Jego działalność nie uległa zmianie nawet mimo faktu, że po agresji Niemiec na ZSRR akcja ukrainizacyjna załamała się, gdyż wobec wyparcia Sowietów przybyli z Wołynia i Małopolski Wschodniej działacze nacjonalistyczni wrócili tam.

#### Walki partyzanckie i zbrodnie na ludności cywilnej
Zdaniem Partacza konflikt polsko-ukraiński na Chełmszczyźnie przerodził się w walkę zbrojną w 1943, a źródłem tego była postawa Kubijowycza i fakt udziału ukraińskiej policji pomocniczej w wysiedleniach Polaków. 25 kwietnia 1943 wydana została polska ulotka zapowiadająca palenie dwóch wsi ukraińskich w odwecie za wysiedlenie jednej polskiej. Jednak jeszcze do lata tego samego roku do zmasowanych uderzeń antyukraińskich nie doszło. Sytuacja zmieniła się po napłynięciu na ziemię chełmską uchodźców z Wołynia, gdzie od lutego 1943 trwała eksterminacja Polaków przez UPA.
Jak pisze ten sam autor

Działania hitlerowskie na Zamojszczyźnie wspomagane przez ukraińską policję i mordy OUN-UPA na Wołyniu doprowadziły do eksplozji nienawiści wobec Ukraińców, pomieszanej z lękiem przed rozszerzeniem mordów wołyńskich na Lubelszczyznę. Doprowadziło to do wzmożenia akcji antyukraińskich

W wyniku rozpoznania przeprowadzonego przez Komendę Główną Armii Krajowej polskie podziemie zdecydowało o podjęciu akcji „nękającej i dezorganizującej” przeciwko kolonistom niemieckim i ukraińskim. Była ona skierowana wyłącznie w przywódców społeczności ukraińskich i nie zakładała masowego wyniszczania ludności.
W styczniu 1944 nie doszło do większych zbrodni ani konfrontacji obydwu stron (zginęło kilkunastu Polaków zabitych przez ukraińskich nacjonalistów i kilku ukraińskich policjantów oraz kolaborantów zabitych przez polskie podziemie). Jednak na początku 1944 na Chełmszczyźnie powstały dwie bojówki Służby Bezpeky, OUN poszerzyła swoją sieć organizacyjną, w tym tworząc samoobrony wiejskie. Nacjonaliści ukraińscy planowali podjęcie od początku 1944 akcji antypolskich. Prawdopodobnie oni byli odpowiedzialni za pojedyncze zbrodnie na polskich ziemianach, jakie miały w tym okresie miejsce na Chełmszczyźnie. Na ziemię chełmską weszły następnie oddziały UPA, doszło do wzajemnych starć, w których strona ukraińska zyskała przewagę.
Pod koniec lutego 1944 zamojski inspektorat AK zdecydował o wyznaczeniu przeciwukraińskiej linii obrony i ewakuacji Polaków mieszkających na wschód od niej. Natomiast po zamordowaniu 38 Polaków w kolonii Prehoryłe podjęta została decyzja o ataku na ukraińskie wsie, który miał uprzedzić uderzenie strony przeciwnej. Atak ten nastąpił w nocy z 9 na 10 marca 1944 i był największą operacją polskiej partyzantki wymierzoną w Ukraińców. W walkach toczonych w marcu i kwietniu spalone zostały łącznie 52 wsie zamieszkane przez Ukraińców, a zarazem będące placówkami OUN i UPA. Liczbę ofiar akcji szacuje się na 1350 do 2500, przy czym dane polskie i ukraińskie są odmienne. Ukraiński odwet za wymienione działania nastąpił jeszcze w marcu; w jego wyniku zamordowanych zostało ok. 400 Polaków, zaś dalszych 3500 musiało zostać ewakuowanych.